# Alighiero di Bellincione
Alighiero di Bellincione o Alighiero II Alighieri ( c. 1210-1283) fue el padre de Dante Alighieri.

## Vida
Alighiero nació alrededor de 1210, era hijo de Bellincione di Alighiero. Fue miembro del partido Guelph y probablemente era prestamista .  La primera esposa de Alighiero fue Bella en la que en 1265 tuvieron a Dante, quien nunca recordó a su padre en su producción poética. Después de la muerte de Bella, Alighiero se casó con su segunda esposa, Lapa di Chiarissimo Cialuffi, en 1270 o 1271 y tuvieron dos hijos, Francesco y Gaetana (Tana), y quizás también otra hija, que eran medio hermano y media hermana de Dante, y  respectivamente.   Alighiero murió en algún momento entre 1281 y 1283después de haber llevado una vida dedicada al comercio (o a la usura, según afirma Forese Donati en el célebre Tenzone que tuvo con Dante) y haber asegurado a la familia una modesta vida económica.